# Johann Nikuradse
Johann Nikuradse, nato Ivane Nikuradze (in georgiano ივანე ნიკურაძე?; Samtredia, 20 novembre 1894 – 18 luglio 1979), è stato un ingegnere e fisico georgiano naturalizzato tedesco.
Ricavò una legge per valutare l'attrito idraulico per moti in condotte rugose; inoltre insieme a suo fratello Alexander Nikuradse, fisico e geopolitologo, collaborò con Alfred Rosenberg aiutando numerosi oppositori georgiani nel corso della seconda guerra mondiale.

## Biografia
Johann Nikuradse compì i suoi primi studi a Kutaisi. Con la raccomandazione del decano dell'Università statale di Tbilisi Petre Melikishvili ottenne nel 1919 una borsa di studio per proseguire i suoi studi all'estero. Nel 1921, quando il Soviet della Georgia gli ordinò di rientrare in patria, chiese la nazionalità tedesca.
Dal 1920 studiò sotto la guida di Ludwig Prandtl e in seguito lavorò come ricercatore al laboratorio Kaiser-Wilhelm di meccanica dei fluidi. All'inizio degli anni 1930 la cellula nazista del laboratorio lo accusò di aver rubato dei libri e di spionaggio in favore dell'Unione Sovietica, malgrado i legami che aveva con alcuni membri del partito. Inizialmente Prandtl lo difese, ma nel 1934 lo convinse a dimettersi.
Dal 1934 al 1945 fu professore all'Università di Breslavia; dal 1945 divenne professore onorario all'Università tecnica di Aquisgrana.

## Arpa di Nikuradse (in dettaglio, Grafico di Nikuradse)
In un articolo pubblicato in Germania nel 1933 descrisse i risultati di una serie di esperienze sull'attrito dei fluidi in condotte scabre. I tubi erano resi artificialmente scabri attraverso uno stato di sabbia con granelli di diametro costante {\displaystyle \varepsilon }. Integrando il profilo di velocità per tubi scabri trovato da Prandtl e sostituendo nell'equazione di Darcy-Weisbach si ottiene che il coefficiente d'attrito {\displaystyle \lambda } è l'equazione di Prandtl-Nikuradse:
{\displaystyle {\frac {1}{\sqrt {\lambda }}}=2log\left({\frac {3,71D}{\varepsilon }}\right)}
con {\displaystyle D=}diametro (in m), {\displaystyle \varepsilon =}scabrezza (in m) 
Questa equazione corrisponde a quella di Colebrook per {\displaystyle Re\rightarrow +\infty }, ma Nikuradse la ricavò cinque anni prima che Colebrook pubblicasse i suoi lavori.
In un diagramma {\displaystyle \lambda }-{\displaystyle Re} l'equazione di Colebrook fornisce il grafico in figura.

Grafico di Nikuradse. Grafico dei valori di. Il tratto continuo indica i risultati teorici, i puntini indicano i risultati sperimentali

La zona per {\displaystyle Re} maggiori è quella in cui l'equazione di Prandtl-Nikuradse fornisce gli stessi risultati dell'equazione di Colebrook; qui il grafico è costituito da rette parallele all'asse {\displaystyle Re} (con distanza che dipende da {\displaystyle \varepsilon /D}) che formano l'arpa di Nikuradse.